# 동화도서관
동화도서관은 경기도 부천시 원미구에 있는 도서관이다.

## 연혁
- 2017.10.10 동화도서관 개관
- 2017.10.25 2017년 전국도서관 운영평가 우수기관 선정('문체부 장관상')
- 2017.11.01 동아시아 최초 『유네스코 문학창의도시』 지정

## 이용 안내
이용 시간
휴관일